# Edvard Ehrenstéen (1620–1686)
Edvard Ehrenstéen, ursprungligen Philipson, född den 25 februari 1620 i Häradshammars socken, Östergötland, död den 30 juni 1686 i  Stockholm, var en svensk statsman.
Philipson blev 1631 student vid Uppsala universitet, där han efter många ekonomiska svårigheter lyckades ta filosofiska graden, gjorde 1648–1653 såsom guvernör för ett par unga adelsmän Khevenhüller en resa genom större delen av Europa och vistades därunder en längre tid vid Leidens universitet samt höll 1650 en oration i Utrecht. 
Han anställdes 1654 som legationssekreterare hos Schering Rosenhane på dennes beskickning till staden Bremen. År 1655 åtföljde han Johan Oxenstierna till Tyskland, och samma år blev han kunglig sekreterare vid utrikesärendena samt kallades av Karl Gustav till Polen, där han med pennan, och någon gång även med svärdet, fick arbeta omedelbart under kungen samt utstå många faror och äventyr. 
Philipson uppsatte bland annat konceptet till förbundsakten mellan Sverige och Brandenburg liksom den så kallande Elbingska traktaten mellan Sverige och Republiken Förenade Nederländerna. Vid danska krigets utbrott (1657) var han Karl Gustav följaktig till Holstein och Danmark samt tjänstgjorde som assistent vid fredsunderhandlingarna i Roskilde 1658. 
Vid ständernas sammankomst i Göteborg 1660 utarbetade Ehrenstéen på kungens befallning en berättelse över dennes rådslag och krigsföretag sedan 1655. Han var också den som uppsatte kungens testamente. Han adlades 1657, blev statssekreterare 1659 samt befordrades till hovråd 1665 och kansliråd 1671.
Jämte Per Sparre avsändes han 1673 som extra ordinarie ambassadör till England och Republiken Förenade Nederländerna för att medla mellan dessa stridande makter. Den till Köln församlade fredskongressen misslyckades. Ehrenstéen sökte sedan i Haag, där flera av hans politiska skrifter trycktes, arbeta för freden, men återvände 1675 med oförrättat ärende. 
Ehrenstéen hade 1674 blivit utnämnd till hovkansler, och 1680 befordrades han till president i Wismarska tribunalet, men kom på grund av sjuklighet och andra omständigheter aldrig att överta sistnämnda befattning. På riksdagarna verkade han för enväldets införande och för genomdrivandet av stränga reduktionsåtgärder. År 1683 blev han kungligt råd.
Ehrenstéen författade bland annat Epistola Ernesti Paciani ad Chr. Przimski de oratione ad regent Sueciæ Coli habita (1655), Responsio ad duo scripta danica (1657) och Bevis emot adelens rättighet öfver skattegods (tryckt 1769). Hans självbiografi är tryckt i Loenboms "Anecdoter", några hans dagboksanteckningar 1658 i "Handlingar rörande Skandinaviens historia", XXXIX, sidorna 355-373.
Edvard Ehrenstéen var son till (slutligen) prosten i Locknevi och Blackstad, Philippus Bononius, efter vilken han bar namnet Philipson ända till adlandet. Hn var gift med Catharina Wallia, adlad Wallenstedt, biskop Laurentius Olai Wallius dotter, berättas i Ellen Fries Teckningar ur svenska adelns familjelif i gamla tider (1895). 
Edvard Ehrenstéen och Catharina Wallia fick flera barn, bland andra de tre sönderna  Carl Ehrenstéen, Lars Filip Ehrenstéen och Edvard Ehrenstéen. Den senare slöt ätten  på svärdssidan 1711. Ehrenstéen var även svärfar till kanslipresidenterna grevarna Nils Gyldenstolpe och Arvid Horn.